# Hulahulafloden

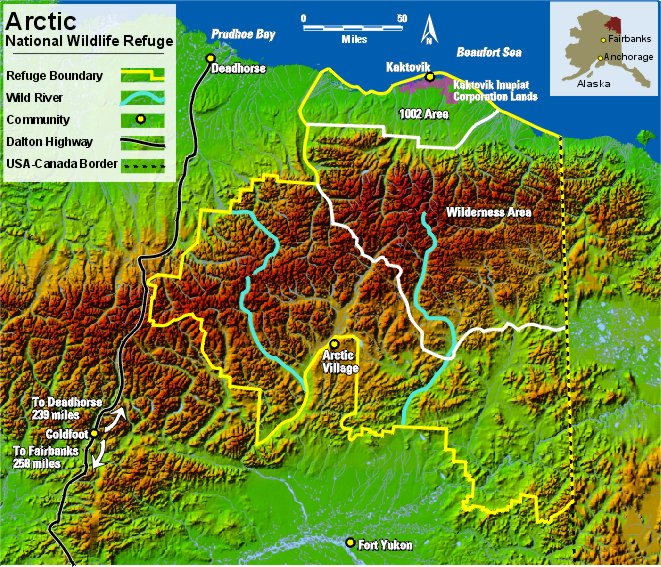
områdeskarta

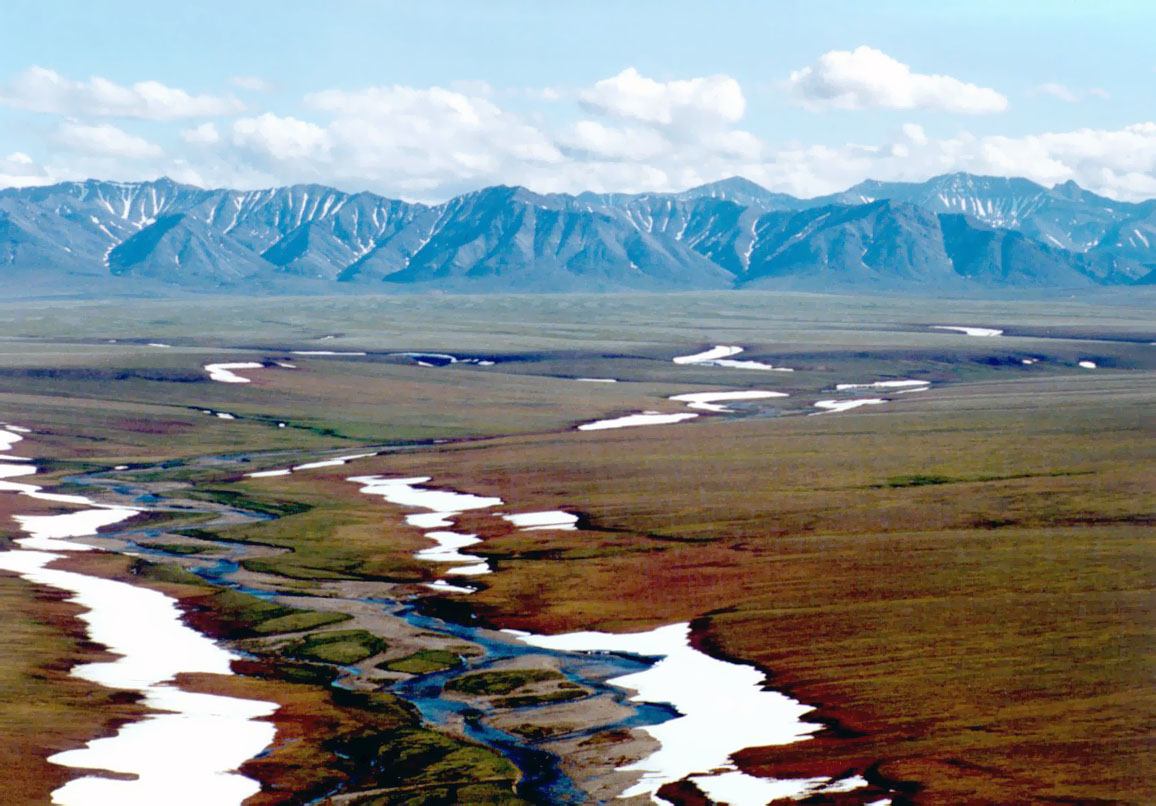
Brooks Range, Hulahulaflodens upprinnelseområde

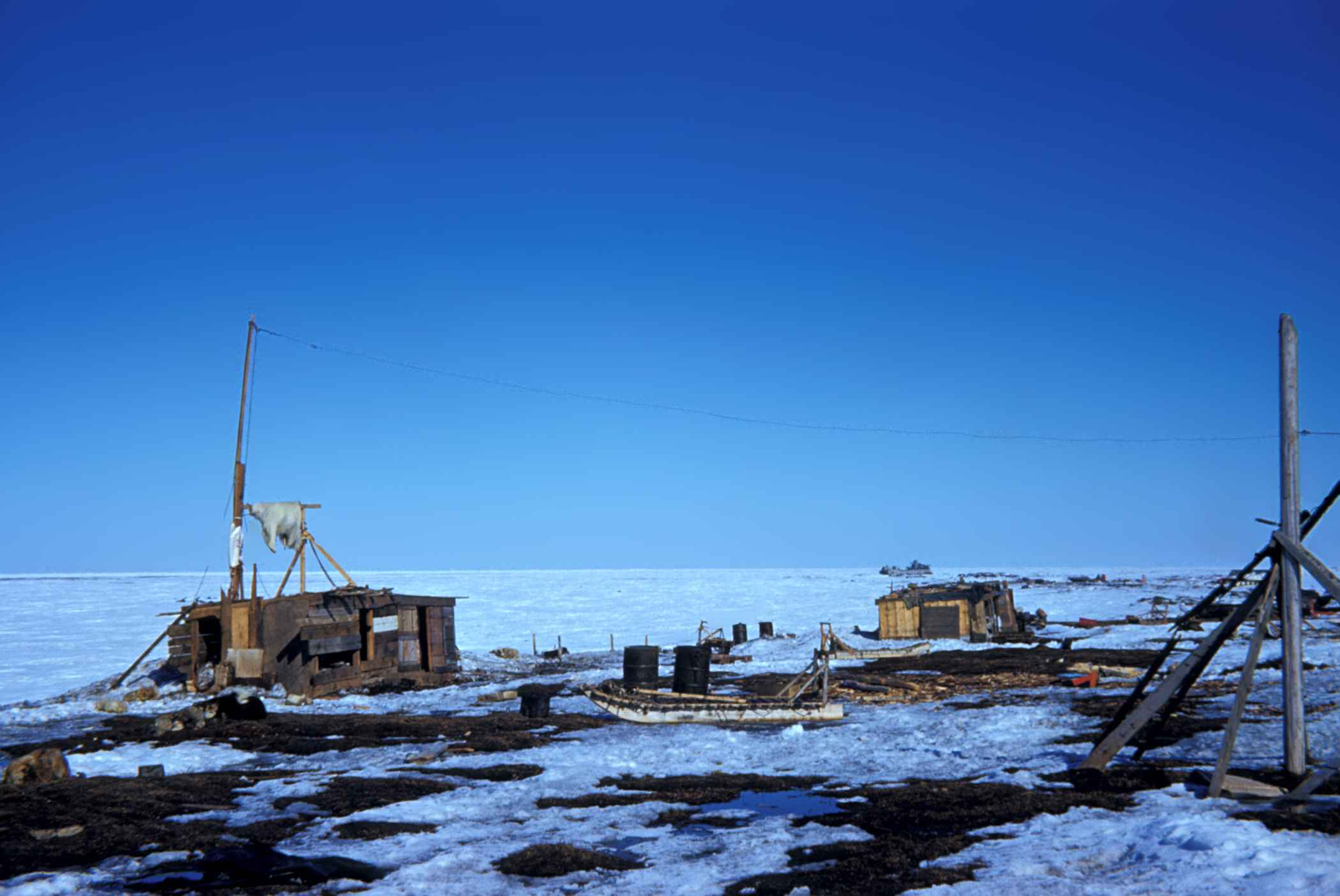
Barterön, Hulahulaflodens mynningsområde

Hulahulafloden (engelska Hulahula River) är en liten flod som ligger i norra Alaska och mynnar ut i Beauforthavet vid Norra ishavet.

## Geografi
Hulahulafloden börjar i bergsområdet Mount Michelson (cirka 69 03 57 N / 144 00 06 W) inom bergskedjan Brooks Range och rinner därefter först västerut och svänger sedan norrut genom dalen mellan Mount Chamberlin och Franklin Mountains på ena sidan och Romanzof Mountains på andra sidan. Vidare norrut förbi Shublik Mountains. Floden mynnar ut i Beauforthavet vid Camden Bay mellan Flaxmanön och Areyön cirka 20 km väster om Kaktovik på Barterön (North Slope Borough) och cirka 450 km sydöst om områdets huvudort Utqiaġvik.
Hulahulafloden är cirka 150 km lång.
Förvaltningsmässigt ingår floden i distriktet North Slope Borough och ligger inom nationalparken Arctic National Wildlife Refuge.

## Historia
Ordet Hulahula (Hoolahoola) härstammar egentligen från Hawaii men namnet Hulahulafloden började användas av valfångare i början på 1800-talet och har därefter levt kvar.
Floden omnämns enligt Ernest Leffingwell i skrift första gången 1902 av prospekteraren S. J. Marsh i ett brev till amerikanske geolog en Alfred Hulse Brooks.
Floden är idag ett mycket populärt mål för forsränning och forspaddling.